# 譚湜琛
譚湜琛（英語：Tam Chik Sum，1987年12月15日—），香港男子輪椅擊劍運動員。

## 簡歷
譚湜琛曾就讀東華三院邱金元中學。2012年，譚湜琛代表香港參加英國倫敦舉行的殘奧會轮椅击剑比赛男子個人重劍B級比賽，在決賽僅以14比15不敵巴西選手Jovane Silva Guissone，奪得一面銀牌。

## 榮譽
- 香港傑出運動員選舉

香港最具潛質運動員（2012年）